# Janos Frecot
Janos Frecot (* 30. März 1937 in Freidorf, Rumänien) ist ein deutscher Kulturhistoriker, Kurator, Fotohistoriker, Autor und Herausgeber.

## Leben
Frecot lebt seit 1947 in Berlin. Er  besuchte dort das von Jesuiten geleitete Gymnasium Canisius-Kolleg. Er war in erster Ehe mit Barbara Frecot, geborene Wollheim, verheiratet, aus der zwei Kinder hervorgingen. Er lebt seit dem Ruhestand in Bad Belzig.
In den 1970er Jahren war er Abteilungssekretär und Ausstellungsveranstalter an der Berliner Akademie der Künste. Zwischenzeitlich war er am Bauhaus-Archiv Berlin tätig. Frecot war auf Zuruf von Eberhard Roters Gründer und von 1978 bis 2002 Leiter der Photographischen Sammlung am Landesmuseum Berlinische Galerie.
Am 10. Mai 2001 erhielt Janos Frecot das Verdienstkreuz am Bande des Verdienstordens der Bundesrepublik Deutschland.

## Büchersammlung Frecot
Die Büchersammlung Frecot ist eine privat zusammengetragene Sammlung zum Thema Lebensreform mit Überschneidungen zum Friedrichshagener Dichterkreis. Sie besteht aus Grauer Literatur, die selten in Bibliotheken gesammelt wurde, so dass das Archiv als einmalig gilt. Es enthält Nachlässe der Familie Fidus. Inzwischen wurde sie als Frecot Collection von den Stanford University Libraries erworben.

## Veröffentlichungen (Auswahl)
Frecot veröffentlichte über 40 Bücher in Verlagen wie Schirmer, Anabas oder Cantz, darunter viele, die Berlin zum Thema hatten.
- Janos Frecot (Hrsg.): Erich Salomon, Mit Frack und Linse durch Politik und Gesellschaft. Photographien 1928–1938. Schirmer/Mosel, München 2004, ISBN 3-8296-0032-1 (für die Berlinische Galerie).
- Janos Frecot, Johann Friedrich Geist, Diethart Kerbs (Hrsg.): Fidus 1868–1948. Zur ästhetischen Praxis bürgerlicher Fluchtbewegungen. Hamburg 1997, Rogner & Bernhard bei Zweitausendeins; ISBN 3-8077-0359-4.

Zuletzt erschienen auch Werke über Arno Schmidt:
- Arno Schmidt als Fotograf : Entwicklung eines Bildbewusstseins = Arno Schmidt, photographer. Hrsg. von Janos Frecot. Mit einer Vorbemerkung von Jan Philipp Reemtsma. Hatje Cantz, Ostfildern 2011, ISBN 978-3-7757-3149-2.